# 大洋州 (喀麥隆)

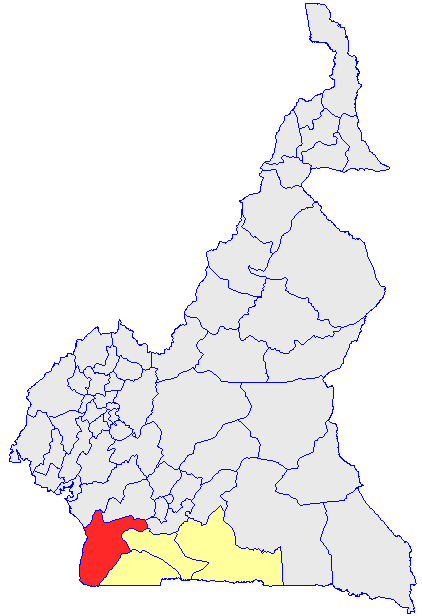

大洋州（法語：Océan）是喀麥隆的58個州份之一，位於該國南部，由南部區負責管轄，東南面是恩泰姆河谷州，面積11,280平方公里，2001年人口133,062，人口密度每平方公里11.8人。